# Radar météorologique Doppler d'aéroport
Un radar météorologique Doppler d’aéroport ou TDWR (en anglais : Terminal Doppler Weather Radar) est un radar météorologique Doppler détectant les précipitations et les cisaillements de vent, installé sur un aéroport pour la sécurité du trafic aérien ,. Les radars TDWR ont été conçus à la fin des années 1980 aux États-Unis où une cinquantaine sont installés sur les principaux aéroports. D'autres ont été installés à Hong Kong et dans d'autres pays,.
Le développement de ces radars a été financé par le Federal Aviation Administration (FAA) et effectué par Lincoln Laboratories, une composante du Massachusetts Institute of Technology. L’avantage principal des TDWR, par rapport aux radars antérieurs, est sa meilleure résolution, angulaire et en portée, due à son faisceau plus mince et à des algorithmes de traitement du signal,.

## Histoire
Le programme de développement des radars Doppler d'aéroport est le résultat des demandes spécifiques au contrôle aérien que les nouveaux WSR-88D, conçus pour le réseau NEXRAD, ne pouvaient pas satisfaire. En 1985, le FAA demanda à la division du contrôle aérien de Martin Marietta de proposer un radar plus sensible aux cisaillement de vents, un élément critique lors du décollage et de l’atterrissage d'un aéronef. Deux systèmes furent testés : le système d’alerte de cisaillement du vent à basse altitude (en anglais Low-level windshear alert system ou LLWAS) et le TWDR. Le FAA choisit le second à cause de son coût plus faible. Cependant, l'écrasement du vol 191 de Delta à l'aéroport Dallas–Fort Worth en 1985 poussa la FAA à aller plus loin dans l'étude des coûts et le Congrès des États-Unis approuva finalement les deux systèmes.
Le Lincoln Laboratories du MIT fut choisi pour développer plus en détail et tester le TDWR. Les spécifications initiales parlaient d'un radar de bande S (longueur d'onde de 10 cm) mais la division du contrôle des fréquences du FAA la rejeta car le nouveau radar aurait pu interférer avec les radars de NEXRAD. Comme la mise en place de ce dernier réseau remplaça des radars WSR-74C de longueur d'onde de 5 cm (bande C), le FAA décida d'utiliser la fréquence rendue disponible. Bien que le faisceau radar dans cette bande puisse être atténué par des pluies fortes, le FAA estima que la portée Doppler limitée à 90 km du TDWR pouvait s'en accommoder.
En novembre 1988, la compagnie Raytheon obtint le contrat de construction de 48 radars TDWR, dont deux pour l'entrainement et les tests. Ils furent installés surtout dans les aéroports commerciaux importants vulnérables aux turbulences et aux microrafales provenant d'orages. Pour rencontrer les spécifications demandées de portée et de résolution des vitesses Doppler, Raytheon dut introduire de nombreux éléments allant du taux variable de la fréquence de répétition des impulsions radar à la suppression des échos de sol.
Le directeur du programme TDWR au FAA fut D. Turnbull. Le docteur J. Evans du Lincoln Laboratory présida à un comité inter-agences pour l'amélioration des algorithmes de traitement des données radar tirés de ceux du NEXRAD et la création de nouveaux spécifiques à l'usage prévu du TDWR dont ceux de détection automatique des micro-rafales et des fronts de rafales. Ce laboratoire effectue toujours en 2012 des recherches pour améliorer ces algorithmes et met à jour le traitement des données du TDWR avec ceux-ci.

## Caractéristiques
Le TDWR utilise une longueur d’onde de 5 cm et sa résolution angulaire est de 0,55 degré. En réflectivité, la résolution en portée est de 150 mètres en deçà de 135 km du radar et de 300 mètres entre 135 et 460 km. Cette variation de résolution en portée permet d'obtenir un nombre similaire de volumes de résolution sur lesquels faire la moyenne quand on tient compte de l’élargissement latéral du faisceau avec la distance au radar. Les concepteurs du logiciel ont fixé la frontière à 135 km.
En vitesse radiale, les données sont disponibles jusqu’à 90 km du radar avec la pleine résolution angulaire de 0,55 degré et en portée de 150 m. À cause de la longueur d’onde utilisée et la fréquence de répétition des impulsions, la vitesse maximale non-ambiguë est de 20 à 30 nœuds.
Le TWDR doit sonder à chaque minute sur son angle d'élévation le plus bas, soit 0,2 degré. Il est également programmé pour sonder plusieurs autres angles pour obtenir un volume sondé autour du radar toutes les 6 minutes,.
Le traitement informatique des données du TDWR repère automatiquement les changements de vents dangereux autour de l'aéroport, en particulier les rafales descendantes et les fronts de rafales sortant des orages. Cette information est utilisée par les contrôleurs aériens et les pilotes pour éviter les situations qui pourraient mener à un écrasement.

## TDWR comparé au NEXRAD

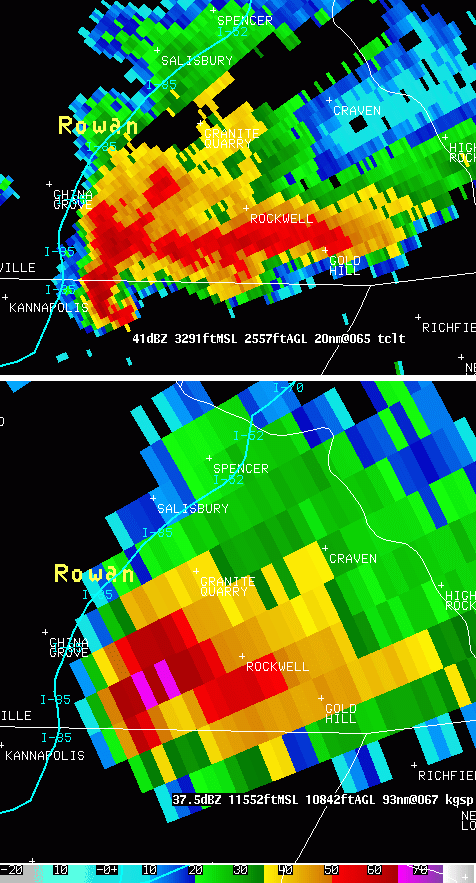
Images provenant d’un TDWR, en haut, et d’un NEXRAD, en bas, qui sont presque colocalisés. Nous pouvons voir le plus grand détail sur l’image du TDWR mais également la zone d’atténuation, la pointe noire dans les échos, due à la longueur d’onde utilisée

### Avantages
Le NEXRAD, le radar météorologique du National Weather Service des États-Unis, utilise une longueur d’onde de 10 cm et prend de 4 à 6 minutes pour accomplir un balayage, selon le nombre d’angles programmés. Sa résolution angulaire est de 1 degré et celle en portée de 250 m. La vitesse maximale non-ambiguë est de 62 nœuds jusqu’à 230 km du radar,.
Ces chiffres montrent que la résolution du TDWR est presque deux fois meilleure que celle du NEXRAD, mais seulement jusqu’à 135 km du radar. Sa meilleure résolution est particulièrement importante dans la reconnaissance des caractéristiques des orages violents, comme la structure des précipitations et la présence de rotations.

### Désavantages
La longueur d’onde plus courte du TDWR est relativement près de celle des grosses gouttes de pluie et des grêlons. L’onde peut donc exciter le dipôle des molécules d’eau contenues dans ces gouttes et permettre une absorption partielle ou totale du signal. Ceci est un sérieux désavantage des TDWR quand les précipitations sont intenses.
En effet, l’atténuation du faisceau radar par les premières précipitations rencontrées laisse moins de signal pour repérer celles en aval. Il peut donc arriver que des orages importants ne soient pas vus correctement parce qu’ils sont dans le cône d’ombre d’autres précipitations plus près du radar. La grêle dans un orage va même couper complètement le signal et la pluie forte tombant directement sur le radôme du TDWR va limiter la portée utile à une distance infime autour du radar,.
Le second problème du TDWR est sa faible vitesse non-ambiguë. La vitesse radiale de toute précipitation qui se déplace à plus de 30 nœuds par rapport au radar sera erronément notée. Il y a différentes techniques et algorithmes pour extraire la vraie vitesse mais ils ne donnent pas toujours des résultats exacts. Ceci est important quand on veut repérer la signature de certaines caractéristiques de faibles échelles dans un orage. Par exemple, le TDWR aura une très bonne résolution de réflectivité qui montre la présence d’un écho en crochet mais peut manquer le doublet de vitesse caractéristique d’un mésocyclone si les vitesses sont grandes et mal corrigées.
Le NEXRAD, utilisant une longueur d’onde de 10 cm, ne subit pas d’atténuation et sa vitesse ambiguë est de 62 nœuds, plus grande que la majorité des mouvements météorologiques, mais sa résolution est plus faible. Quand on retrouve un TDWR et un NEXRAD couvrant une même région, il est important de consulter les deux radars pour leur complémentarité.

## Recherche et développement
Le National Severe Storms Laboratory (NSSL) est chargé par le National Weather Service et le FAA de travailler sur des méthodes d’analyses des données sur les deux réseaux de radars mentionnés. Le groupe Severe Weather Warning Applications and Technology Transfer (SWAT) recherche des méthodes pour mieux filtrer les échos parasites, mieux déplier les vitesses ambiguës et pour tirer le champ de vitesse grâce à un ou plusieurs radars. Le NSSL fournit également les données des TDWR aux bureaux locaux du NWS depuis la fin des années 1990. Le centre des opérations radars du National Weather Service, bien que axé sur le réseau NEXRAD, travaille également pour le réseau TDWR du FAA.